# الامتناع عن المسكرات

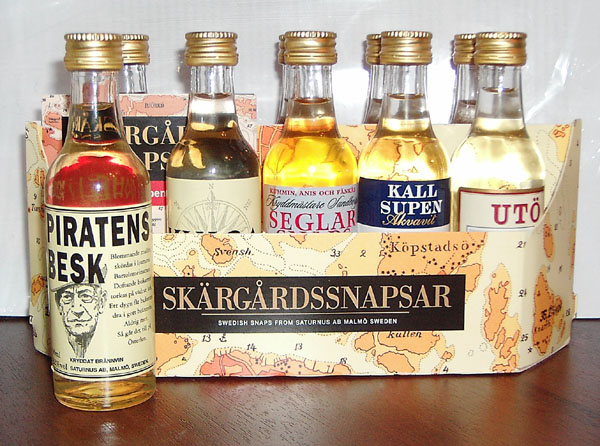
بعض من المُسكرات.

الامتناع عن المُسكّرات (بالإنجليزية: Teetotalism) هو ممارسة أو تشجيع الامتناع الشخصي الكامل عن تناول المشروبات الكحولية. يُطلق على الشخص الذي يمارس (أو حتى المؤيدين) هذا الفعل اسم «المُمتنع: بالإنجليزية: teetotaler أو teetotal» (بالجمع: الممتنعون: teetotalers). بدأت هذه الحركة لأول مرة في برستون، إنجلترا، في أوائل القرن التاسع عشر. تأسست جمعية برستون تيمبرانس عام 1833 من قِبَل جوزيف ليفيسي، الذي كان من المقرر أن يصبح زعيمًا لحركة الاعتدال ومؤلف كتاب تعهد العذرية يقول فيه: «نحن نوافق على الامتناع عن جميع المشروبات الكحولية ذات النوعية التي تسبب حالة من التسمم سواء كانت المزر أو الجعة أو النبيذ أو المشروبات المقطرة، باستثناء استخدامها في العلاج الطبي». يوجد اليوم عدد من المنظمات المعتدلة التي ترّوج لحركة الامتناع باعتبارها فضيلة.

## أصل الكلمة
وفقًا لقاموس أصول الكلمات، فإن كلمة tee- في كلمة teetotal هي في الواقع مشتقة من الحرف T، على الرغم من أنه لم يتم تهجئتها على هذا النحو. سُجلت الكلمة لأول مرة في عام 1832 بمعنى عام في مصدر أمريكي، ثم في عام 1833 في إنجلترا ضمن سياق الامتناع. نظرًا لأنها كانت تُستخدم في سياقات متعددة لكلمة total، فإن كلمة tee- تُعتبر مضاعفة (تكرار أصل الكلمة) للحرف الأول من كلمة total، على الرغم من الكتابة الحديثة للكلمة على شكل Total بحرف T كبير. ربما أثرت إعادة التفسير للكمة ليرتبط معناها بحركة الاعتدال بسياق دلالي؛ يقال إنه منذ عام 1827 في بعض جمعيات حركة الاعتدال، كان الأعضاء فيها يوقعون بكتابة حرف T بعد أسمائهم مُشيرين بذلك إلى ولائهم للحركة.
مع ذلك، ثمَّة تفسيرات أخرى مختلفة لكتابة حرف T. تنسب إحدى الروايات أصل الكلمة إلى اجتماع جمعية برستون المؤيدة لحركة الاعتدال عام 1833، عندما اقترحها ريتشارد تيرنر، عضو في الجمعية، في خطاب له: «سوف أبقى مناصرًا لهذه القضية إلى الأبد». لاحظ والتر ويليام سكيات أن قصة تيرنر تم تسجيلها من قِبَل محامي تابع لحركة الاعتدال وهو جوزيف ليفيسي، وافترض أن المصطلح قد يكون مستوحى من خذروف الحظ؛ ومع ذلك، قال جيمس بي. غيرينوغ: «لم يخطر على بال أي أحد أن الكلمتين لهما نفس الاشتقاق اللغوي».

ثمَّة مجموعة من المفارقات حول ما سبق في كتاب ذا تشارلستون أوبزيرفر:
إن أصل هذه الكلمة المتناغمة، (على الرغم من أنها ليست عامة جدًا في استخدامها مثل كلمة الجعيدي: loafer)، كما نتصوره، معروف إلى حد ما لكن لقلة قليلة ممن يستخدمونها. فقد وُضع هذا الاسم، مثلما عَلِمنا من لاندمارك، من قِبَل رجل يدعى تيرنر، وهو عضو في جمعية برستون تيمبرانس، الذي كان يعاني من إعاقة في اللفظ، إذ اقترحها في خطاب ألقاه ضمن أحد اجتماعاتهم، وقد لاحظ أن الامتناع الجزئي عن تناول المسكرات لن يفي بالغرض؛ إذ عليهم أن يصروا على الامتناع التام. وبعد ذلك، أصبح أولئك معروفين باسم الممتنعين.
وفقًا للمؤرخ دانييل ووكر هاو (في كتابه: ماذا فعل الله: تحوّل أمريكا، 1815-1848، 2007)، فهو يرى أن المصطلح قد استُمد من ممارسات الواعظ الأمريكي والمحامي المعتدل ليمان بيتشر. فقد لوحظ أنه كان يقوم بكتابة أسماء المنتسبين الذين يتعهدون بالاعتدال الكحولي بأسمائهم العادية في حين كان يميز أسماء الذين يتعهدون بالامتناع التام بإضافة حرف T بعد توقيع كل منهم، ليصبحوا مع الأيام معروفين باسم المُمتنعين.

## الأسباب
تُعزى بعض الأسباب الشائعة لاختيار هذا الاسم لجوانب من علم النفس والدين والصحة والطب والأسرة والفلسفة وعلم الاجتماع والسياسة المرتبطة بمفهوم الكحولية في السابق، أو ببساطة، إنها مجرد مسألة ذوق أو تفضيل. في حال وجودهم في البارات، فإن المُمتنعين إما أن يمتنعوا عن الشرب بالكامل، أو يطلبون مشروبات غير كحولية مثل الماء والعصير والشاي والقهوة ومشروب السيدر خال الكحول والمشروبات الغازية والكوكتيلات والبيرة منخفضة الكحول.
تطالب معظم المؤسسات التابعة لحركة الامتناع أعضائها بعدم تناول الكحول تحذيرًا من التعرض لتسمم كحولي.

## أبحاث عن الأشخاص غير الكحوليين
نشر دومينيك كونروي وريتشارد دي فيسر بحثًا في علم النفس والصحة يبحث في الاستراتيجيات التي يستخدمها طلاب الجامعات الذين يرفضون شرب الكحول في الأوساط الاجتماعية رغم تعرضهم للضغط من زملائهم. نتج البحث إلى أن أولئك الطلاب هم أقل عرضة للاستسلام لتلك الضغوطات في حال كانت صداقاتهم قوية إلى جانب التزامهم بقرارهم بعدم تناول الكحول قبل الحضور بين الأوساط الاجتماعية.
وفقًا للتقرير العالمي عن الكحول والصحة، الذي نشرته منظمة الصحة العالمية عام 2011، فإن ما يقرب من نصف سكان العالم من البالغين (بنسبة 45 في المئة) هم من المُمتنعين. وتُعتبر منطقة شرق البحر الأبيض المتوسط، التي تتألف من البلدان الإسلامية في الشرق الأوسط وشمال أفريقيا، من أقل المناطق استهلاكًا للكحول في العالم، سواء من حيث إجمالي استهلاك الفرد للبالغين أو من حيث عدد غير الكحوليين، أي نسبة 87.8 في المئة ممن يمتنعون عن تناول الكحول مدى الحياة.